# Образовање у Шкотској
Образовање у Шкотској се пружа у државним и приватим школама и од стране појединаца кроз школовање код куће. Обавезно образовање у Шкотској почиње за децу у „основној 1“ (П1) у основној школи и завршава се у „четвртој години“ (С4) у средњој школи. Укупну одговорност и контролу државног образовања у Шкотској има Влада Шкотске, а надгледа је њена извршна агенција, Образовање Шкотска. Додатна одговорност за вртиће је заједничка одговорност Шкотске за образовање и Инспектората за бригу. Шкотске приватне школе надгледа Шкотски савет независних школа. Деца у Шкотској полажу обавезне националне стандардизоване оцене у основној 1 (П1), основној 4 (П4), основној 7 (П7) на крају основне школе и трећој години (С3) у средњој школи, која помажу у праћењу напретка деце и пружање информација о дијагностичким подацима као подршка професионалном просуђивању наставника.
Свака од 32 локалне власти Шкотске има контролу над обезбеђивањем обавезног образовања и раног учења и бриге о деци (у вртићима није обавезно) у својој области и имају законски захтев да обезбеде да ученици у свакој области добију адекватно и ефикасно школско образовање. Свака локална власт има контролу над сопственим буџетом за образовање и одговорна је да осигура да њихова област локалне власти спроводи националну образовну политику и смернице према упутствима шкотске владе. Када предлажу промену било ког аспекта пружања образовања у својој области, локалне власти морају да се ангажују у формалном процесу како то захтева Закон о школама (консултације) (Шкотска) из 2010. године.
Образовање у Шкотској има историју универзалног пружања јавног образовања, а шкотски образовни систем се значајно разликује од оних у другим земљама Уједињеног Краљевства. Закон о Шкотској из 1998. даје шкотском парламенту законодавну контролу над свим питањима образовања, а Закон о образовању (Шкотска) из 1980. је главни закон који регулише образовање у Шкотској. Традиционално, шкотски систем на нивоу средње школе наглашава ширину у низу предмета, док енглески, велшки и северноирски системи наглашавају већу дубину образовања у мањем опсегу напредних предмета.
Програм за међународно оцењивање студената који координише ОЕЦД 2018. године рангирао је Шкотску као другу од четири у Уједињеном Краљевству (после Енглеске) по читању са просеком изнад просека ОЕЦД-а, док је био трећи у УК, а његови резултати стално опадају, у математици и природним наукама, са оценом у просеку ОЕЦД-а.
У Нафилдовом извештају за 2021. наведено је да „шкотски ученици снажно почињу у раном узрасту, али онда брзо заостају за својим вршњацима из Уједињеног Краљевства, посебно у математици, за коју знамо да је то био проблем са којим је Шкотска морала да се носи већ неколико година“. У 2014, истраживање Канцеларије за националну статистику показало је да је Шкотска била најобразованија земља у Европи и међу најобразованијима у свету у погледу терцијарног образовања, изнад земаља попут Финске, Ирске и Луксембурга. Отприлике 40% популације Шкотске старости од 16 до 64 године има образовање до нивоа НВК 4 и више.

## Пружање образовања у Шкотској

### Фазе обавезног образовања
Деца крећу у основној школи узраста између 4½ и 5½ у зависности од тога када је дететов рођендан. Школска политика Шкотске ставља све оне рођене између марта дате године и фебруара следеће године у исту групу. Деца рођена између марта и августа полазе у школу у августу са између 5 и 5½ година, а она рођена између септембра и фебруара крећу у школу у претходном августу у доби између 4½ и 4 године и 11 месеци. Шкотски систем је најфлексибилнији у Уједињеном Краљевствуродитељи деце рођене између септембра и децембра могу одлучити да одложе годину дана (али могу или не морају добити финансирано место у вртићу у години одлагања), док деца рођена између Јануар и фебруар јогу да одлуче да задрже своје дете годину дана и пусте му да крене у школу следећег августа, уз гарантовано финансирање вртића. Ово обично омогућава онима који нису спремни за формално образовање да имају додатну годину у центру за ране године (раније познатом као вртић).
Ученици остају у основној школи седам година. Затим са једанаест или дванаест година, они крећу у средњој школи обавезној четири године, а следеће две године су изборне. У Шкотској, ученици полажу националне испите 4/5 (раније Стандардна оцена или Средњи испити) у доби од петнаест/шеснаест година, обично између 6 и осам предмета, укључујући обавезне испите из енглеског и математике. Обавезни су били и научни предмет (физика, биологија или хемија) и друштвени предмет (географија, историја или модерне студије), али је то промењено у складу са новим наставним планом и програмом. Шкотски парламент сада захтева да ученици имају два часова физичког васпитања недељно; свака школа може да мења ове обавезне комбинације. Старост за напуштање школе је углавном шеснаест година (након завршетка националног испита 4/5), након чега ученици могу изабрати да остану у школи и уче за више и/или напредне више испите.
Мали број ученика у одређенимприватним школама могу пратити енглески систем и студирати према ГССО уместо националног испита 4/5 (стандардне оцене), и према А и АС нивои уместо (или поред) виших и напредних виших испита. Међународна матура је такође уведена у неким независним школама.
У табели испод су наведене грубе еквивалентности са системом година у остатку Уједињеног Краљевства. За Енглеску и Велс, дата је еквивалентност за децу рођену пре 1. септембра; еквивалентност за оне рођене од септембра до фебруара (децембар за одложене ученике) је дата у заградама:
| Шкотска                             | Узраст на почетку школске године | Узраст на крају школске године | Енглеска и Велс                      | Северна Ирска          |
| ----------------------------------- | -------------------------------- | ------------------------------ | ------------------------------------ | ---------------------- |
| Вртић                               | 3–4                              | 4–5                            | Вртић                                | Вртић                  |
| П1 (П = основна школа)              | 4–5                              | 5–6                            | Пријем                               | П1                     |
| П2                                  | 5–6                              | 6–7                            | Година 1                             | П2                     |
| П3                                  | 6–7                              | 7–8                            | Година 2                             | П3                     |
| П4                                  | 7–8                              | 8–9                            | Година 3                             | П4                     |
| П5                                  | 8–9                              | 9–10                           | Година 4                             | П5                     |
| П6                                  | 9–10                             | 10–11                          | Година 5                             | П6                     |
| П7                                  | 10–11                            | 11–12                          | 6. и 7. година                       | П7                     |
| С1 (прва година) (С = средња школа) | 11–12                            | 12–13                          | 7. и 8. година                       | 8. година (1. година)  |
| С2 (друга година)                   | 12–13                            | 13–14                          | 8. и 9. година                       | 9. година (2. година)  |
| С3 (трећа година)                   | 13–14                            | 14–15                          | 9. и 10. година                      | 10. година (3. година) |
| С4 (четврта година)                 | 14–15                            | 15–16                          | 10. и 11. година                     | 11. година (4. година) |
| С5 (пета година)                    | 15–16                            | 16–17                          | 11. и 12. година (нижи шести разред) | 12. година (5. година) |
| С6 (шеста година)                   | 16–17                            | 17–18                          | 12. и 13. година (виши шести разред) | 13. година (доњи 6.)   |
|                                     | н/а                              | н/а                            | 13. година (виши шести разред)       | 14. година (горња 6.)  |

### Приступ образовању
Школе које финансира држава су бесплатне за децу узраста од 5 до 19 година. У многим случајевима, ово се односи на децу међународних постдипломских студената и друге имигранте.
Распони узраста одређују најмлађи узраст за дете које улази у ту годину и најстарији узраст за дете које излази из те године. Група за игру се може описати као дневни центар за малу децу, а затим деца могу наставити да похађају центар за ране године чим наврше трећи рођендан и напредују у основну школу 1 у августу године у којој наврше пет година. Уопштено говорећи, гранична тачка за узраст је крај фебруара, тако да сва деца морају имати одређену старост 1. марта да би кренула у наставу у августу. Сви родитељи деце рођене између септембра и фебруара (тј. још увек имају 4 године на дан поласка у школу) имају право да одложе упис у основну школу ако сматрају да њихово дете није спремно за школу. Само деца чији рођендани падају у јануару или фебруару биће узета у обзир за финансирање за следећу годину у вртићу, осим ако постоје посебне околности.
Деца могу да напусте школу када достигну законски датум завршетка школовања; ово зависи од датума рођења. За децу рођену између 1. марта и 30. септембра, овај датум је 31. мај њихове 4. године средње школе. За децу рођену између 1. октобра и 28. фебруара, последњи дан јуна је први датум када могу да напусте школу ако имају упис на факултет и ако школа има потписане формуларе за здравље и безбедност. У коју средњу школу деца иду зависи од области у којој живе. Неке области спејуцифичну средњу школу која води децу која живе у том крају. Родитељи се такође могу пријавити за захтев за смештај ако желе да њихово дете похађа школу ван њиховог подручја, а комисија ће одлучити да ли је дете највредније (од свих захтева за постављање) да ипак заузме једно од преосталих места одведена су деца из сливног подручја.
Приступ средњошколском образовању у шкотским острвским заједницама може бити сложен. Због нижег броја становништва у неким острвским насељима у Шкотској, не може свака острвска заједница имати средњу школу с обзиром на мали број ученика и финансијски притисак који то може представљати отварањем средње школе која ради за оно што, у неким случајевима, може бити нижи од просечног броја ученика. У неким областима, ученици који похађају средњу школу морају да путују из острвских заједница на копно ради приступа средњем образовању, а деца бораве у резиденцијалним смештајима (који се такође називају хостели) на копну током школског рока како би избегли дуга путовања назад својим острвским заједницама. Шкотска влада се обавезала да ће обезбедити да "студенти са острва буду стављени на равноправну платформу са својим колегама са копна".
У табели испод је наведен број деце, школа и наставника у свим школама које се финансирају из јавних средстава:
|            | Деца    | Школе | Наставници | Рани практичари | однос ученик:наставник |
| ---------- | ------- | ----- | ---------- | --------------- | ---------------------- |
| Вртић      | 102.871 | 2.504 | 1.288      | 23.400          | 79,9                   |
| Основна    | 377.372 | 2.056 | 22.905     | Н/а             | 16,5                   |
| Средња     | 289.164 | 364   | 23.695     | Н/а             | 12,2                   |
| Специјална | 6.984   | 149   | 2.020      | Н/а             | 3,5                    |

### Кућно васпитање
Образовање код куће је такође легално у Шкотској. Родитељима који желе да се школују код куће није потребна дозвола локалне управе осим ако су деца већ пријављена у школу. Не постоје тачни бројеви за децу која се школују код куће у Шкотској.

### Квалификације и процене
Све образовне квалификације у Шкотској су део Шкотског кредитног и квалификацијског оквира, у распону од квалификација Шкотске власти за квалификације, шкотских стручних квалификација и квалификација високог образовања. Процене су пружиле податке и информације за праћење напредовања ученика у образовању и омогућавају шкотској влади да упореди податке широм Шкотске у вези са образовним учинком.